# Subboreal tid
Subboreal tid fra ca. 3.900-500 f.Kr. startede med temperaturmaksimum for Danmark efter istiden og derefter faldt temperaturen støt gennem hele perioden indtil den nåede nogenlunde det niveau vi kender i dag. Vandstanden faldt igen, så også landet begyndte at ligne det land vi kender i dag. Og på et helt tredje punkt skete der markante ændringer – jægerne blev bofaste og begyndte at dyrke jorden og holde dyr.
Fra perioden kendes flere forskellige bondestenalder-kulturer samt kulturerne fra bronzealderen.